# CTB 37A
CTB 37A, también llamado SNR G348.5+00.1 y AJG 60, es un resto de supernova situado en la constelación de Escorpio. Fue identificado como una radiofuente específica en un estudio en banda de radio llevado a cabo en 1969.
Visualmente se localiza cerca de otros dos restos de supernova —CTB 37B y G348.5−0.0—, pero esta proximidad es solo casual, ya que cada uno de ellos se encuentra a una distancia diferente.

## Morfología
Clasificado como un resto de supernova de morfología mixta, CTB 37A tiene, en banda de radio, una estructura similar a una concha en la parte norte, con una zona de «ruptura» al suroeste. En rayos X, la emisión es centralizada, predominando la emisión térmica.
La emisión en rayos gamma (por encima de 1 GeV) muestra una extensión angular comparable al tamaño en banda de radio, pero más grande que la extensión de la emisión en TeV.
La búsqueda de pulsos de rayos gamma en esta región del firmamento condujo al descubrimiento del púlsar PSR J1714−3830,
coincidente con CTB 37A.
Este resto de supernova tiene asociados ocho máseres de OH de 1720 MHz al noroeste y centro del remanente.
El observatorio espacial Herschel ha detectado emisión en el infrarrojo lejano y longitudes de onda submilimétricas coincidente con uno de estos máseres. Se ha sugerido que su origen puede deberse a gas molecular convulso donde el resto de supernova ha encontrado gas muy denso. También se ha detectado emisión de polvo en la zona de «ruptura» al sur de CTB 37A.

## Edad y distancia
No existe consenso en cuanto a la edad de CTB 37A. Diversas fuentes le adjudican una edad de 6000, 10 000, 11 400 (+2200, -2100) y hasta de más de 32 000 años.
Se encuentra a 7900 ± 1600 pársecs de la Tierra y tiene un radio de aproximadamente 17 pársecs.